# Peace Queen Cup
Der Peace Queen Cup war ein dreimal von 2006 bis 2010 in Südkorea ausgetragener Fußballwettbewerb für Frauen-Nationalmannschaften. Eingeführt wurde er 2006 von den Initiatoren des Peace Cup, der Ausgabe dieses Wettbewerbs für Männer, nachdem dieser von der Öffentlichkeit positiv aufgenommen wurde. Im Gegensatz zu den Frauen treten bei den Männern keine National-, sondern Vereinsmannschaften an. Der Wettbewerb dient zur Völkerverständigung. Die überschüssigen Einnahmen kamen hungernden Kindern aus Asien und Afrika zugute.

## Spielmodus
Der Spielmodus ist derselbe wie bei der Männer-Ausgabe des Turniers. Gespielt wird in zwei Gruppen mit je vier Mannschaften. Die Mannschaften spielen je einmal gegen ihre Gruppengegner. Die beiden Gruppensieger spielen in einem einzigen Final-Spiel den Turniersieger untereinander aus.

## Siegprämie
Die Siegprämien fallen im Gegensatz zu denen der Männer verhältnismäßig niedrig aus. Dies ist in dem kleineren Medieninteresse begründet. Für die gewinnende Nationalelf gibt es 200.000 US-Dollar, für den unterlegenen Finalisten 50.000 US-Dollar.

## Turnier 2006
Die erste Ausgabe des Peace Queen Cup fand vom 28. Oktober bis zum 4. November in Südkorea statt.
Ursprünglich sollten acht Nationen aus fünf Kontinenten am ersten Turnier teilnehmen. Vorgesehen war die Teilnahme von Nordkorea, Südkorea, Dänemark, Italien, Brasilien, Australien, Nigeria und den USA, doch am 11. Oktober 2006, also weniger als einen Monat vor Beginn des Turnieres, zog Nordkorea seine Zusage aufgrund der feindlichen Haltung einiger der anderen Nationen zum eigenen Atomprogramm zurück. Auch Nigeria trat nicht an, sodass Nordkorea durch die Niederlande und Nigeria durch Kanada ersetzt wurde.

### Teilnehmer
| Gruppe A - Südkorea - Brasilien - Italien - Kanada | Gruppe B - Australien - Dänemark - USA - Niederlande |

Spielorte
Seoul / Suwon / Changwon / Cheonan / Gimhae / Masan

### Turnierverlauf

#### Gruppe A
| Pl. | Land      | Sp. | S | U | N | Tore    | Diff. | Punkte |
| --- | --------- | --- | - | - | - | ------- | ----- | ------ |
| 1.  | Kanada    | 3   | 3 | 0 | 0 | 010:500 | +5    | 09     |
| 2.  | Italien   | 3   | 1 | 1 | 1 | 005:500 | ±0    | 04     |
| 3.  | Brasilien | 3   | 1 | 1 | 1 | 004:500 | −1    | 04     |
| 4.  | Südkorea  | 3   | 0 | 0 | 3 | 002:600 | −4    | 0      |

#### Gruppe B
| Pl. | Land        | Sp. | S | U | N | Tore    | Diff. | Punkte |
| --- | ----------- | --- | - | - | - | ------- | ----- | ------ |
| 1.  | USA         | 3   | 2 | 1 | 0 | 005:100 | +4    | 07     |
| 2.  | Dänemark    | 3   | 2 | 1 | 0 | 004:200 | +2    | 07     |
| 3.  | Australien  | 3   | 1 | 0 | 2 | 002:400 | −2    | 03     |
| 4.  | Niederlande | 3   | 0 | 0 | 3 | 000:400 | −4    | 0      |

#### Finale
| Kanada                                              | Kanada | USA | USA |
| --------------------------------------------------- | --- | --- | --- |
| Kanada [ 3 ]                                        | \| 4. November 2006 in Seoul (Seoul-World-Cup-Stadion) \| \| Ergebnis: 0:1 (1:0) \| \| Zuschauer: 15.881 \| | \| 4. November 2006 in Seoul (Seoul-World-Cup-Stadion) \| \| Ergebnis: 0:1 (1:0) \| \| Zuschauer: 15.881 \| | USA |
| Kanada [ 3 ]                                        | Erin McLeod – Melanie Booth, Candace Chapman (84. Jodi-Ann Robinson), Martina Franko, Randee Hermus, Isabelle Morneau, Diana Matheson, Andrea Neil, Amy Walsh, Rhian Wilkinson Christine Sinclair Cheftrainer: Even Pellerud | Hope Solo – Kate Sobrero (64. Heather Mitts), Christie Rampone, Cat Whitehill – Angela Hucles (64. Aly Wagner) – Kristine Lilly, Leslie Osborne, Lori Chalupny, Carli Lloyd (88. Marci Jobson), Natasha Kai (83. Tina Ellertson) – Lindsay Tarpley (71. Kacey White) Cheftrainer: Greg Ryan | USA |
| Kanada [ 3 ]                                        | 0:1 Lilly (68.) | | USA |
| 4. November 2006 in Seoul (Seoul-World-Cup-Stadion) | | |     |
| Ergebnis: 0:1 (1:0)                                 | | |     |
| Zuschauer: 15.881                                   | | |     |

## Turnier 2008
Die zweite Ausgabe des Peace Queen Cup fand vom 14. bis zum 21. Juni in Südkorea statt.

### Teilnehmer
| Gruppe A - Südkorea - Kanada - Argentinien - Neuseeland | Gruppe B - USA - Italien - Brasilien - Australien |

### Turnierverlauf

#### Gruppe A
| Pl. | Land        | Sp. | S | U | N | Tore    | Diff. | Punkte |
| --- | ----------- | --- | - | - | - | ------- | ----- | ------ |
| 1.  | Kanada      | 3   | 3 | 0 | 0 | 010:100 | +9    | 09     |
| 2.  | Südkorea    | 3   | 2 | 0 | 1 | 005:400 | +1    | 06     |
| 3.  | Neuseeland  | 3   | 1 | 0 | 2 | 002:400 | −2    | 03     |
| 4.  | Argentinien | 3   | 0 | 0 | 3 | 000:800 | −8    | 0      |

#### Gruppe B
| Pl. | Land       | Sp. | S | U | N | Tore    | Diff. | Punkte |
| --- | ---------- | --- | - | - | - | ------- | ----- | ------ |
| 1.  | USA        | 3   | 3 | 0 | 0 | 005:100 | +4    | 09     |
| 2.  | Australien | 3   | 2 | 0 | 1 | 005:200 | +3    | 06     |
| 3.  | Brasilien  | 3   | 1 | 0 | 2 | 002:300 | −1    | 03     |
| 4.  | Italien    | 3   | 0 | 0 | 3 | 001:700 | −6    | 0      |

#### Finale
| USA                                                           | USA | Kanada | Kanada        |
| ------------------------------------------------------------- | --- | --- | ------------- |
| USA [ 8 ]                                                     | \| 21. Juni 2008 um 14:00 Uhr in Suwon (Suwon-World-Cup-Stadion) \| \| Ergebnis: 1:0 (0:0) \| | \| 21. Juni 2008 um 14:00 Uhr in Suwon (Suwon-World-Cup-Stadion) \| \| Ergebnis: 1:0 (0:0) \| | Kanada [ 10 ] |
| USA [ 8 ]                                                     | Hope Solo – Heather Mitts, Christie Rampone , Rachel Buehler, Lori Chalupny – Shannon Boxx, Carli Lloyd (46. Angela Hucles), Lindsay Tarpley (46. Lauren Cheney), Aly Wagner (75. Heather O’Reilly) – Natasha Kai, Abby Wambach Cheftrainerin: Pia Sundhage | Erin McLeod – Candace Chapman, Randee Hermus, Emily Zurrer, Amber Allen (30. Brittany Timko) – Diana Matheson, Clare Rustad, Rhian Wilkinson – Kara Lang, Christine Sinclair, Melissa Tancredi Cheftrainer: Even Pellerud | Kanada [ 10 ] |
| USA [ 8 ]                                                     | 1:0 Hucles (90.+2') | | Kanada [ 10 ] |
| USA [ 8 ]                                                     | Lang (82.) | | Kanada [ 10 ] |
| 21. Juni 2008 um 14:00 Uhr in Suwon (Suwon-World-Cup-Stadion) | | |               |
| Ergebnis: 1:0 (0:0)                                           | | |               |

## Turnier 2010
Die dritte Ausgabe des Peace Queen Cup fand vom 17. bis zum 23. Oktober in Südkorea statt.
Im Unterschied zu den beiden vorangegangenen Turnieren, nahmen am Turnier 2010 sechs Mannschaften teil, darunter mit England die einzige Mannschaft aus Europa.
Alle Spiele in Gruppe A endeten torlos, so dass Südkorea als Gruppensieger in das Finale gegen Australien, Sieger der Gruppe B, gelost wurde.

### Teilnehmer
| Gruppe A - Südkorea - England - Neuseeland | Gruppe B - Australien - Mexiko - Chinesisch Taipeh |

### Turnierverlauf

#### Gruppe A
| Pl. | Land       | Sp. | S | U | N | Tore    | Diff. | Punkte |
| --- | ---------- | --- | - | - | - | ------- | ----- | ------ |
| 1.  | Südkorea   | 2   | 0 | 2 | 0 | 000:000 | ±0    | 02     |
| 2.  | England    | 2   | 0 | 2 | 0 | 000:000 | ±0    | 02     |
| 3.  | Neuseeland | 2   | 0 | 2 | 0 | 000:000 | ±0    | 02     |

#### Gruppe B
| Pl. | Land              | Sp. | S | U | N | Tore    | Diff. | Punkte |
| --- | ----------------- | --- | - | - | - | ------- | ----- | ------ |
| 1.  | Australien        | 2   | 2 | 0 | 0 | 004:100 | +3    | 06     |
| 2.  | Mexiko            | 2   | 1 | 0 | 1 | 002:300 | −1    | 03     |
| 3.  | Chinesisch Taipeh | 2   | 0 | 0 | 2 | 000:200 | −2    | 0      |

#### Finale
| Südkorea                                                         | Südkorea | Australien | Australien        |
| ---------------------------------------------------------------- | --- | --- | ----------------- |
| Südkorea [ 13 ]                                                  | \| 23. Oktober 2010 um 14:00 Uhr in Suwon (Suwon-World-Cup-Stadion) \| \| Ergebnis: 2:1 (1:0) \| \| Schiedsrichterin: Pannipar Kamnueng ( Thailand) \| | \| 23. Oktober 2010 um 14:00 Uhr in Suwon (Suwon-World-Cup-Stadion) \| \| Ergebnis: 2:1 (1:0) \| \| Schiedsrichterin: Pannipar Kamnueng ( Thailand) \|                                                                                              | Australien [ 13 ] |
| Südkorea [ 13 ]                                                  | Jeon Min-kyung – Hong Kyung-suk, Ryu Ji-eun, Lee Eun-mi, Kim Do-yeon – Kim Na-rae (45. Ji So-yun), Park Eun-jung, Kwon Hah-nul (89. Shim Seo-yeon), Cha Yun-hee (45. Kim So-yeon), Jeon Ga-eul – Park Hee-young (85. Lee Jang-jang) Cheftrainer: Choi In-chul | Melissa Barbieri – Lauren Colthorpe (71. Aivi Luik), Kim Carroll, Elise Kellond-Knight, Clare Polkinghorne (84. Teigen Allen) – Collete McCallum, Caitlin Munoz, Sally Shipard, Servet Uzunlar – Kathryn Gill, Kyah Simon Cheftrainer: Tom Sermanni | Australien [ 13 ] |
| Südkorea [ 13 ]                                                  | 1:0 N. Kim (16.) 2:0 Ga-eul (57.) | 2:1 Gill (57.) | Australien [ 13 ] |
| Südkorea [ 13 ]                                                  | Ga-eul (75.) | | Australien [ 13 ] |
| 23. Oktober 2010 um 14:00 Uhr in Suwon (Suwon-World-Cup-Stadion) | | |                   |
| Ergebnis: 2:1 (1:0)                                              | | |                   |
| Schiedsrichterin: Pannipar Kamnueng ( Thailand)                  | | |                   |